# Innu Takuaikan Uashat Mak Mani-Utenam
Innu Takuaikan Uashat Mak Mani-Utenam est une Première Nation innue au Québec au Canada. Elle est basée à Sept-Îles sur la Côte-Nord du fleuve Saint-Laurent et possède les réserves de Maliotenam 27A et Uashat 27. En 2016, la bande a une population inscrite de 4 608 membres. Elle est dirigée par un conseil de bande et est affiliée au conseil tribal Mamuitun.

## Démographie
Les membres d'Innu Takuaikan Uashat Mak Mani-Utenam sont des Innus. En novembre 2016, la bande avait une population inscrite totale de 4 608 membres dont 1 059 vivaient hors réserve. La réserve se compose de deux établissements distincts : Uashat (1 603 habitants) et 
Maliotenam (1 542 habitants) . 
Lors du recensement du Canada de 2011, Uashat avait une population de 1 485 habitants et Maliotenam de 1 316. Environ 700 autres membres de la bande vivent à l'extérieur des communautés, principalement à Sept-Îles.
Selon le recensement de 2011 de Statistiques Canada, l'âge médian de la population est de 24,2 ans.

## Géographie

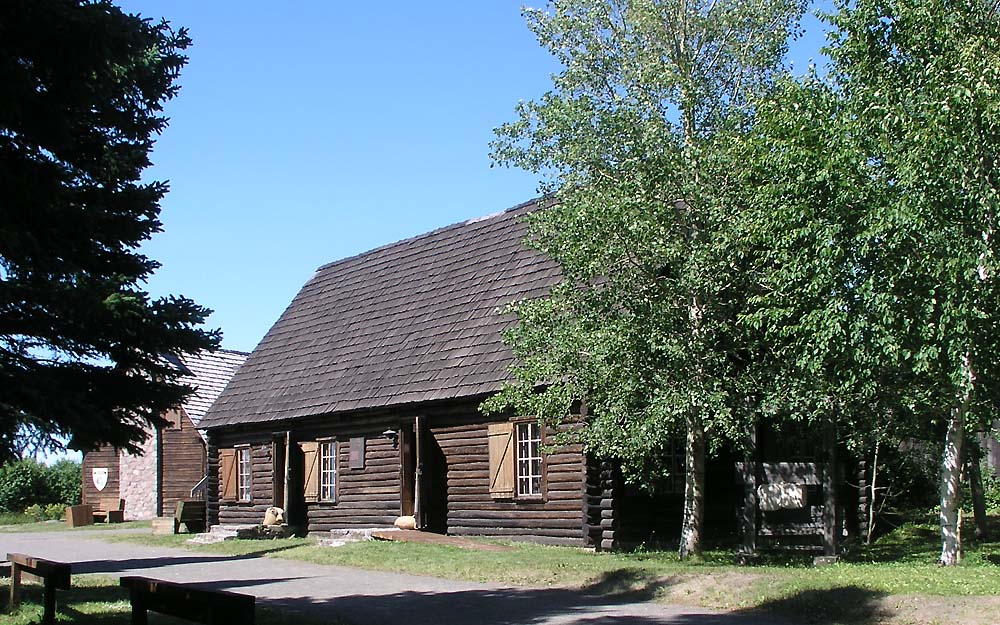
Reconstitution d'un poste de traite de la Compagnie de la Baie d'Hudson à Uashat

Le conseil de bande d'Innu Takuaikan Uashat Mak Mani-Utenam est basé à Sept-Îles sur la Côte-Nord du fleuve Saint-Laurent au Québec. La bande possède deux réserves indiennes : Maliotenam 27A et Uashat 27, collectivement connues sous le nom d'Uashat-Maliotenam. Uashat est située dans la ville de Sept-Îles et couvre une superficie de 215,4 hectares tandis que Maliotenam est située à 16 km à l'est de la ville et a une superficie de 527 hectares. La réserve la plus populeuse est Maliotenam, mais les deux réserves sont habitées.

## Langues

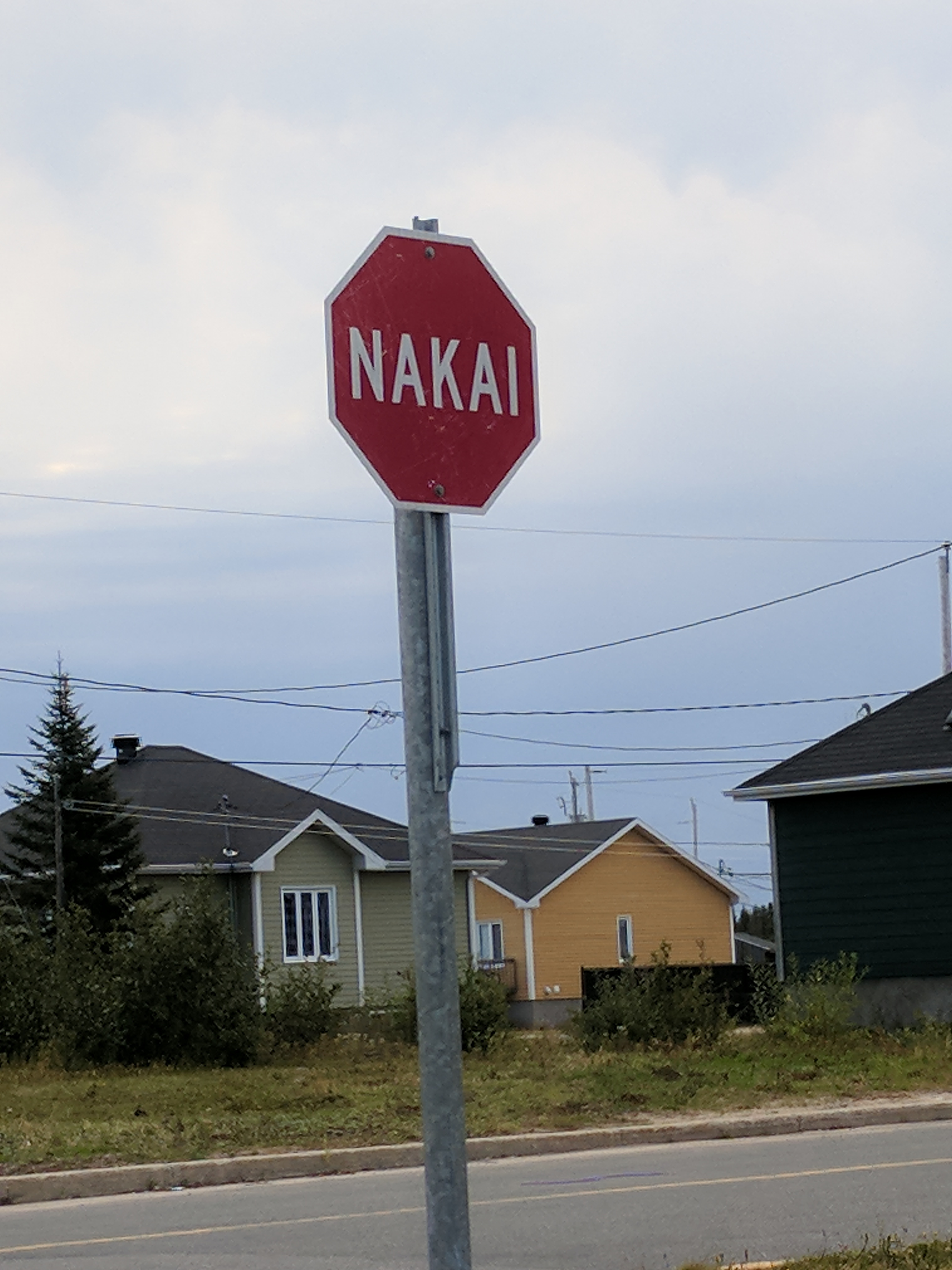
Panneau d'arrêt à Maliotenam

La langue des Innus est l'innu-aimun. Selon le recensement de 2011 de Statistiques Canada, sur une population totale de 2 790 personnes, 90 % connaissent une langue autochtone. Plus précisément, 85,2 % ont une langue autochtone encore parlée et comprise en tant que langue maternelle et 84,1 % parlent une langue autochtone à la maison. En ce qui a trait aux langues officielles, 7,7 % connaissent les deux, 88,2 % connaissent seulement le français, 0,5 % connaissent seulement l'anglais et 3,6 % n'en connaissent aucune.

## Gouvernement
Innu Takuaikan Uashat Mak Mani-Utenam est gouvernée par un conseil de bande élu selon un système électoral selon la coutume basé sur la section 11 de la Loi sur les indiens. Pour le mandat de 2016 à 2019, ce conseil est composé du chef Mike (Pelash) McKenzie et de neuf conseillers. La bande fait partie du conseil tribal Mamuitun.

## Personnalités
- Michèle Audette, sénatrice et ancienne présidente de l'Association des femmes autochtones du Canada
- Florent Vollant et Claude McKenzie du groupe de musique Kashtin
- Naomi Fontaine, auteure
- Jonathan Genest-Jourdain, ancien député fédéral de Manicouagan